# Heo Sung-tae
Heo Sung-tae (kor. 허성태; ur. 20 października 1977 w Pusan) – południowokoreański aktor.

## Życiorys
Ukończył Narodowy Uniwersytet w Pusan gdzie studiował filologię rosyjską. Po ukończeniu studiów zajmował się sprzedażą telewizorów LG na rynku rosyjskim.
W 2011 rozpoczął karierę aktorską biorąc udział w talent show Miraculous Audition emitowanym na kanale SBS.
W 2016 zagrał w południowokoreańskim thrillerze Gra cieni.
W 2021 zagrał w serialu Netflixa Squid Game wcielając się w rolę gangstera Jang Deok-su.